# Ngô Hoàng Linh
Ngô Hoàng Linh (sinh năm 1959) là một nghệ sĩ ưu tú, tiến sĩ, nghệ sĩ vĩ cầm người Việt Nam. Ông hiện đang giảng dạy tại Học viện Âm nhạc Quốc gia Việt Nam.

## Tiểu sử
Ngô Hoàng Linh sinh ngày 1 tháng 1 năm 1959. Nguyên quán của ông ở Từ Liêm, Hà Nội. Ông sinh ra trong một gia đình có truyền thống âm nhạc. Ông học vĩ cầm từ nhỏ qua các bậc Sơ cấp, Trung cấp, Đại học và Thạc sĩ tại Học viện Âm nhạc Quốc gia Việt Nam và làm giảng viên vĩ cầm tại đây từ 1983 đến nay. Sau khi tốt nghiệp xuất sắc tại Học viện Âm nhạc Quốc gia Việt Nam, ông tiếp tục học cao học tại nhạc viện Tchaikovsky.
Ngô Hoàng Linh đã tham gia biểu diễn với dàn nhạc Philharmonic de Queretaro, Mexico. Ông thường xuyên đảm nhiệm vai trò bè trưởng và nghệ sĩ độc tấu với Dàn nhạc Giao hưởng Việt Nam, Dàn nhạc Philharmonic Hà Nội và một số các dàn nhạc khác. Ông đã biểu diễn ở nhiều nước trên thế giới và cũng tham gia nhiều chương trình biểu diễn nhạc thính phòng với tư cách là nghệ sỹ vĩ cầm và giám đốc nghệ thuật. Hiện nay tiến sĩ Ngô Hoàng Linh là giảng viên kiêm Phó Chủ nhiệm khoa Dây và nghệ sỹ biểu diễn vĩ cầm của Học viện âm nhạc Quốc gia Việt Nam. Ông đã được Nhà nước phong tặng danh hiệu Nghệ sĩ Ưu tú năm 2015.
Ngoài giảng dạy, ông còn tham gia biểu diễn độc tấu nhiều chương trình lớn trong dàn nhạc Giao hưởng Việt Nam, Dàn nhạc Giao hưởng Học viện Âm nhạc Quốc gia Việt Nam và dàn nhạc Nhà hát Nhạc Vũ Kịch Việt Nam.